# Tianji, Funan
Tianji (kinesiska: 田集) är en köping i östra Kina. Den ligger i Funan härad i staden Fuyang i provinsen Anhui, omkring 180 kilometer nordväst om provinshuvudstaden Hefei. Antalet invånare är 40429. Befolkningen består av 22 174 kvinnor och 18 255 män. Barn under 15 år utgör 27,0 %, vuxna 15-64 år 61 %, och äldre över 65 år 10,0 %.